# Vuelta a España 1945
Die 5. Vuelta a España war ein Radrennen, das vom 10. bis zum 31. Mai 1945 ausgetragen wurde. Es bestand aus 19 Etappen mit einer Gesamtlänge von 3818 Kilometern. Sieger wurde der Spanier Delio Rodríguez, welcher auch die Punktewertung für sich entscheiden konnte.

## Etappen
| Etappen    | Start – Ziel                       | km       | Etappensieger     | Gesamterster      |
| ---------- | ---------------------------------- | -------- | ----------------- | ----------------- |
| 1. Etappe  | Madrid – Salamanca                 | 212      | Julián Berrendero | Julián Berrendero |
| 2. Etappe  | Salamanca – Cáceres                | 214      | Delio Rodríguez   | Delio Rodríguez   |
| 3. Etappe  | Cáceres – Badajoz                  | 132      | Miguel Gual       | Delio Rodríguez   |
| 4. Etappe  | Badajoz – Almendralejo             | 57 (EZF) | Juan Gimeno       | Delio Rodríguez   |
| 5. Etappe  | Almendralejo – Sevilla             | 171      | Vicente Miró      | Delio Rodríguez   |
| 6. Etappe  | Sevilla – Granada                  | 251      | Antonio Montes    | Delio Rodríguez   |
| 7. Etappe  | Granada – Murcia                   | 285      | Joaquín Olmos     | Delio Rodríguez   |
| 8. Etappe  | Murcia – Valencia                  | 244      | Delio Rodríguez   | Delio Rodríguez   |
| 9. Etappe  | Valencia – Tortosa                 | 188      | Delio Rodríguez   | Delio Rodríguez   |
| 10. Etappe | Tortosa – Barcelona                | 288      | Miguel Gual       | Delio Rodríguez   |
| 11. Etappe | Barcelona – Saragossa              | 306      | Miguel Gual       | Delio Rodríguez   |
| 12. Etappe | Saragossa – Donostia-San Sebastián | 276      | José Gutiérrez    | Delio Rodríguez   |
| 13. Etappe | Donostia-San Sebastián – Bilbao    | 207      | João Rebelo       | Delio Rodríguez   |
| 14. Etappe | Bilbao – Santander                 | 188      | Delio Rodríguez   | Delio Rodríguez   |
| 15. Etappe | Santander – Reinosa                | 110      | João Rebelo       | Delio Rodríguez   |
| 16. Etappe | Reinosa – Gijón                    | 200      | Delio Rodríguez   | Delio Rodríguez   |
| 17. Etappe | Gijón – León                       | 172      | Julián Berrendero | Delio Rodríguez   |
| 18. Etappe | León – Valladolid                  | 132      | Delio Rodríguez   | Delio Rodríguez   |
| 19. Etappe | Valladolid – Madrid                | 185      | Joaquín Olmos     | Delio Rodríguez   |